# Pădurea Lacurile Bisoca
Pădurea "Lacurile din Bisoca" este o rezervație mixtă forestieră botanică și geologică de categoria IV IUCN, ce este situată pe raza comunei Bisoca din județul Buzău.

## Localizare și acces
Localizare: Latitudine:45°33'2" Longitudine: 26°40'20" E, la nord - vest de satul de reședință Bisoca, pe Dealurile Ungureanului.
Se ajunge folosind drumul asfaltat de pe valea Slănicului – DJ 203 K, care pornește de pe DN2 (E85) de la Mărăcineni spre Săpoca (imediat înainte de a intra pe podul de peste Buzău), urmând ruta Beceni-Vintilă Vodă. Înainte de a ajunge la Vintilă Vodă, aproape imediat după Niculești se trece podul de peste Slănic, după care se virează la bifurcație spre dreapta pe DJ204C Sărulești-Bisoca-Jitia, drum de culme asfaltat pînă la 4 km de centrul comunei Bisoca. 

## Caractere generale
Suprafață: 10 ha
Altitudine: aproximativ 900 m.
Rezervația este importantă prin arboretul de pin silvestru ( Pinus sylvestris). Între pini se văd succesiuni de specii erbacee, de la cele mezofile spre cele subtermofile - datorită răririi arboretului (prin tăierile din ultimul deceniu), și ca o expresie a modificării climei generale (în sensul creșterii temperaturilor)
Din locațiile inițiale de lacuri cu apă dulce, formate în doline dezvoltate pe gresie cu fund din nămoluri sedimentate - astazi, ca efect negativ al eroziunii de suprafață nu au mai ramas decat Lacul Negru si Lacul Limpede. Dolinele, aflate în faza incipientă de dezvoltare, au versanți domoli și adâncime mica. 
Lacul Limpede este singurul care a supraviețuit colmatării.
Lacul Negru (numit astfel datorită culorii apei dată de eutrofizarea anormală) - aflat la 200 m de Lacul Limpede - se mai numește și Lacul fară fund și este acoperit de vegetație în proporție de peste 70%. A mai existat în această zonă și Lacul Rotund precum și Lacul Sec care au secat.
Pădurea adpostește un amfiteatru natural în care se află o scenă construită din piatră în combinație cu lemn și unde se desfașoară acțiuni folclorice locale.

## Obiective turistice de vecinătate
- Mănăstirea Poiana Mărului
- Mănăstirea Găvanu
- Rezervația naturală Padurea Găvanu
- Masa lui Bucur - o lespede de 150 de tone care ar fi slujit drept masă ciobanului Bucur, dupa unii, sau haiducului Bucur, după alții
- Malurile cu sare din satele Pleși si Sările
- 13 trasee de practicare a escaladei pe gresie[4] cu lungimi cuprinse între 12 si 20 metri
- 2 zone pentru practicarea boulderingului[4], în zonă fiind 2 grupări de bolovani: una în zona lacului pe muchia care se ridică pe partea dreaptă a acestuia la 10 minute de mers (aproximativ 15 bolovani spectaculoși, mai ales cel numit Creierul), cealaltă în zona falezelor, unde sunt și traseele de escaladă
- Se pot practica motociclismul (enduro),  mountain-bikingul, călatorii offroad cu auto 4x4, zborul cu parapanta sau motodeltaplanul, mai ales în zona satului Pleși, unde se găsește un teren propice decolărilor și aterizărilor[5][6].
- Lacul cu Ciuciur (numit astfel datorită existenței în apropiere a unui mic izvor de apă potabilă) - aflat la aproximativ 1 km distanță catre apa Rămnicului Sarat, într-o mica depresiune
- Zidul Uriașilor - un strat de roci dure care includ scoici ale unei plaje de acum 11 milioane de ani a mării preistorice Paratethys, sub forma unui zid de 6-7m[7] aflat spre izvoarele râului Câlnău, în comuna Valea Salciei din județul Buzău.